# Claes Björklund
Claes Björklund, född 1971 i Motala, är en svensk musikproducent, multiinstrumentalist och låtskrivare som är mest känd som producent och medlåtskrivare iamamiwhoami. Han är under 2016 aktuell med det elektroniska soloprojektet Barbelle. Vid sidan om sitt producentskap turnerar Claes Björklund med band som svenska Peter Bjorn and John samt det skotska bandet Travis.
Claes Björklund har varit verksam som producent sedan 1998 och har medverkat som musiker på album med artister som Ron Sexsmith och Martha Wainwrights I Know You're Married But I've Got Feelings Too. Var mellan åren 1998 och 2004 medlem och producent i bandet Tribeca.

## Diskografi som musiker
- Sara Isaksson - Red Eden
- Ardis - Woman
- Joanna de Sayne - Picture this
- Shea Seger - the May street project
- Glen Scott - Soulrider
- Leona Naess - I tried to rock you but you only can roll
- the Bisons - Compactor
- AHA - Analogue
- Ron Sexsmith - Cobblestone runway
- Ron Sexsmith - Retriever
- Jamie Scott and the Town - Parkbench theories
- Dawn Kinnard - the Courtesy fall
- Martha Wainwright - I know you're married but I've got feelings too
- Jonna Lee - 10 pieces, 10 bruises
- Ben's brother - Beta Male Fairytales
- Travis - Ode to J Smith
- Ron Sexsmith - Exit strategy of the soul
- John ME - I am John
- Jonna Lee - This is Jonna Lee
- Train - Hey, Soul Sister
- Azure Blue - Rule of thirds
- iamamiwhoami - bounty
- iamamiwhoami - kin
- Azure Blue - Beyond the dreams there's infinite doubt
- ionnalee - EVERYONE AFRAID TO BE FORGOTTEN

## Diskografi som producent
- Tribeca - Kate -97
- Lasse Lindh - You wake up at sea tac
- Space age baby Jane - the Electric Love parade
- Tribeca - Dragon Down
- Lasse Lindh - Lasse Lindh
- Lasse Lindh - Jag tyckte jag var glad
- Jonna Lee - 10 pieces, 10 bruises
- Jonna Lee - This is Jonna Lee
- iamamiwhoami - bounty
- iamamiwhoami - kin
- Azure Blue - Rule of thirds
- Azure Blue - Beyond the dreams there's infinite doubt
- Firefox AK